# Curtiss XP-18
Curtiss XP-18 là một loại máy bay tiêm kích hai tầng cánh được nghiên cứu năm 1930, nó có 1 động cơ Wright IV-1560. Dự án này bị hủy bỏ trước khi được chế tạo.